# Зооценоз
Зооцено́з (от гр. zoon — животное, живое существо, koinos — общий) — структурный компонент экосистемы; совокупность животных, что входят в состав биоценоза. Каждый зооценоз характеризуется определённым составом животных и их взаимоотношениями с окружающей биотической и абиотической средой. Зооценоз является условным термином и в современной экологии употребляется редко.